# Renoträsket
Renoträsket är en sjö i Bodens kommun i Norrbotten och ingår i Vitåns huvudavrinningsområde. Sjön har en area på 1,01 kvadratkilometer och ligger 203 meter över havet.

## Delavrinningsområde
Renoträsket ingår i det delavrinningsområde (737156-177497) som SMHI kallar för Utloppet av Renoträsket. Medelhöjden är 208 meter över havet och ytan är 3,26 kvadratkilometer. Det finns inga avrinningsområden uppströms utan avrinningsområdet är högsta punkten. Vattendraget som avvattnar avrinningsområdet har biflödesordning 2, vilket innebär att vattnet flödar genom totalt 2 vattendrag innan det når havet efter 74 kilometer. Avrinningsområdet består mestadels av skog (58 procent) och sankmarker (10 procent). Avrinningsområdet har 1,01 kvadratkilometer vattenytor vilket ger det en sjöprocent på 31 procent.